# Bádminton en los Juegos Panafricanos de 2023
El Bádminton en los Juegos Panafricanos de 2023 se llevó a cabo del 7 al 10 de marzo en el Borteyman Sports Complex en Accra, Ghana; y sirvió como clasificatorio a los Juegos Olímpicos de París 2024. Debido a situaciones desconocidas los eventos fueron retrasados.

## Resultados
| Evento               | Oro                                        | Plata                                          | Bronce                                                  |
| -------------------- | ------------------------------------------ | ---------------------------------------------- | ------------------------------------------------------- |
| Individual masculino | Anuoluwapo Juwon Opeyori                   | Godwin Olofua                                  | Victor Ikechukwu                                        |
| Individual masculino | Anuoluwapo Juwon Opeyori                   | Godwin Olofua                                  | Adham Hatem Elgamal                                     |
| Individual femenino  | Johanita Scholtz                           | Husina Kobugabe                                | Dorcas Ajoke Adesokan                                   |
| Individual femenino  | Johanita Scholtz                           | Husina Kobugabe                                | Fadilah Mohamed Rafi                                    |
| Dobles masculino     | Argelia Koceila Mammeri Youcef Sabri Medel | Nigeria Godwin Olofua Anuoluwapo Juwon Opeyori | Egipto · Adham Hatem Elgamal · Ahmed Salah              |
| Dobles masculino     | Argelia Koceila Mammeri Youcef Sabri Medel | Nigeria Godwin Olofua Anuoluwapo Juwon Opeyori | Sudáfrica Jarred Elliott Robert Summers                 |
| Dobles femenino      | Uganda Husina Kobugabe Gladys Mbabazi      | Argelia Halla Bouksani Tanina Mammeri          | Nigeria Dorcas Ajoke Adesokan Sofiat Arinola Obanishola |
| Dobles femenino      | Uganda Husina Kobugabe Gladys Mbabazi      | Argelia Halla Bouksani Tanina Mammeri          | Egipto · Nour Ahmed Youssri · Doha Hany                 |
| Dobles mixtos        | Argelia Koceila Mammeri Tanina Mammeri     | Egipto · Adham Hatem Elgamal · Doha Hany       | Mauricio Julien Paul Kate Ludik                         |
| Dobles mixtos        | Argelia Koceila Mammeri Tanina Mammeri     | Egipto · Adham Hatem Elgamal · Doha Hany       | Sudáfrica Caden Kakora Johanita Scholtz                 |

## Medallero
| Núm. | País      | Oro | Plata | Bronce | Total |
| ---- | --------- | --- | ----- | ------ | ----- |
| 1    | Argelia   | 2   | 1     | 0      | 3     |
| 2    | Nigeria   | 1   | 2     | 3      | 6     |
| 3    | Uganda    | 1   | 1     | 1      | 3     |
| 4    | Sudáfrica | 1   | 0     | 2      | 3     |
| 5    | Egipto    | 0   | 1     | 3      | 4     |
| 6    | Mauricio  | 0   | 0     | 1      | 1     |